# Tennessee River
Der 1049 km lange Tennessee ist der längste Nebenfluss des Ohio. Er durchfließt die US-Bundesstaaten Tennessee, Kentucky, Alabama und Mississippi.
Er entsteht durch den Zusammenfluss von French Broad River (376 km lang) und Holston River (225 km) bei Knoxville und mündet bei Paducah in den Ohio.
Wenn man die Längen von Tennessee und French Broad zusammen zählt, so ist der gesamte Flusslauf 1425 km lang.
Die Tennessee Valley Authority (TVA) verwaltet das Stauseen-System des Tennessee River.